# 球柱薹草
球柱薹草（学名：Carex globistylosa）是莎草科薹草属的植物，是中国的特有植物。分布在中国大陆的四川西南部等地，生长于海拔4,300米至4,400米的地区，多生长于山坡岩石上，目前尚未由人工引种栽培。